# Dora Brandes
Dora Brandes ist ein deutsches Stummfilmdrama aus dem Jahr 1916 von Magnus Stifter mit Asta Nielsen in der Titelrolle.

## Handlung
Dora Brandes ist eine gefeierte Schauspielerin. Seit der Journalist Gustave Calvi, ein Mann mit politischen Ambitionen, ihr Geliebter ist, hat sie in ihrem Leben als Künstlerin mehr und mehr zurückgesteckt und sich ganz und gar dem Einsatz für seine Karriere verschrieben. Von einem früheren Geliebten erhält Dora die für Calvis Politkarriere dringend benötigte Finanzspritze. Mit Doras Hilfe schafft es Calvi tatsächlich eines Tages, Parlamentsabgeordneter zu werden. Nun am vorläufigen Ziel seiner Träume angekommen, sagt sich Calvi, nachdem er vom früheren Geliebten erfahren hat, von ihr los und lässt Dora Brandes allein zurück.
Geschockt von dem Treue- und Liebesverrat, beginnt Dora zu trinken und erfährt einen kontinuierlichen, gesellschaftlichen Niedergang. Nach einigen Jahren sieht Calvi die Möglichkeit, sogar Minister zu werden. Doch seine Feinde planen längst seinen Sturz. Da kehrt Dora Brandes wieder in Calvis Leben zurück und beschafft ihm die benötigten Dokumente, die seinen Aufstieg sichern. Da Dora aufgrund ihrer „Vergangenheit“ – ihre Trunksucht und der damit einhergehende, gesellschaftliche Niedergang – für Calvi keine adäquate, keine akzeptable Lebenspartnerin mehr ist, entscheidet sich Dora für den Freitod und geht ins Wasser.

## Produktionsnotizen
Der im Frühsommer 1916, im Literaria-Film-Atelier in Berlin-Tempelhof gedrehte, vieraktige Film mit einer Länge von 1739 Metern, ca. 85 Minuten, passierte im Juli 1916 die Filmzensur und wurde am 16. August 1916 in Berlins Marmorhaus der Presse erstmals vorgestellt. In Österreich-Ungarn war Dora Brandes erstmals am 24. November 1916 zu sehen. Dort war der Film rund 1400 Meter lang, das entspricht einer Spieldauer ca. 68 Minuten. Am 9. Dezember 1916 feierte diese Produktion schließlich ihre Premiere in Nielsens Heimatland Dänemark.
Carl Ferdinand Fischer war ein dänischer Kameramann, der speziell für diesen Film und zwei weitere Asta-Nielsen-Produktionen, Das Liebes-ABC und Im Lebenswirbel, Mitte 1916 nach Berlin geholt wurde. „Dora Brandes“ besaß 46 Zwischentitel.

## Kritiken
In film.at heißt es: “Alle Facetten des Spiels der Leidenschaft, das die Nielsen in den frühen 1910er-Jahren entfaltete, sind hier noch einmal versammelt – fast möchte man sagen, zum letzten Mal. Sowohl die Form des sozialen Dramas als auch die Freiheit der Schauspielerin gehen mit dem Weimarer Autorenkino verloren. Die Nielsen beginnt ihre Geschichte in diesem Film als glanzvolle Diva, die das Leben und die Liebe über die Kunst stellt und endet gerade deswegen als arme, enttäuschte, aber immer noch selbstbewusste Frau.”
In Paimann’s Filmlisten ist zu lesen: „Stoff sehr dramatisch. Photos und Spiel prima“.